# Oxyethira hozosa
Oxyethira hozosa är en nattsländeart som beskrevs av Harris och Davenport 1999. Oxyethira hozosa ingår i släktet Oxyethira och familjen smånattsländor. Inga underarter finns listade i Catalogue of Life.